# 薩克拉門托蘭丁 (加利福尼亞州)
薩克拉門托蘭丁（英語：Sacramento Landing）是位於美國加利福尼亞州馬林縣的一個非建制地區。該地的面積和人口皆未知。

## 地理
薩克拉門托蘭丁的座標為37°08′59″N 122°54′23″W / 37.14972°N 122.90639°W，而該地的平均海拔高度為7米（即23英尺）。